# Embelia caulialata
Embelia caulialata är en viveväxtart som beskrevs av Sally T. Reynolds. Embelia caulialata ingår i släktet Embelia och familjen viveväxter. Inga underarter finns listade i Catalogue of Life.